# Bunbury, Tây Úc
Bunbury là một thành phố cảng trong bang Tây Úc, Úc, cách thủ phủ bang Perth 175 km về phía nam. Thành phố có dân số 74.363 người (năm 2018). Đây là thành phố lớn thứ ba của bang sau Perth và Mandurah.

## Địa lý
Bunbury nằm cách Perth 175 km (109 mi) về phía nam, gần cửa sông Collie trên vịnh Leschenault. Các công viên gần đó bao gồm Rừng quốc gia Jarrahwood, Rừng quốc gia Boyanup và Rừng quốc gia Wellington.

### Khí hậu
Bunbury có khí hậu Địa Trung Hải (phân loại Köppen Csa) với mùa hè ấm nóng, hanh khô còn mùa đông ẩm ướt và mát mẻ. Lượng mưa đạt đỉnh từ tháng 5 đến tháng 9.
| Dữ liệu khí hậu của Bunbury, Tây Úc                 | Dữ liệu khí hậu của Bunbury, Tây Úc | Dữ liệu khí hậu của Bunbury, Tây Úc | Dữ liệu khí hậu của Bunbury, Tây Úc | Dữ liệu khí hậu của Bunbury, Tây Úc | Dữ liệu khí hậu của Bunbury, Tây Úc | Dữ liệu khí hậu của Bunbury, Tây Úc | Dữ liệu khí hậu của Bunbury, Tây Úc | Dữ liệu khí hậu của Bunbury, Tây Úc | Dữ liệu khí hậu của Bunbury, Tây Úc | Dữ liệu khí hậu của Bunbury, Tây Úc | Dữ liệu khí hậu của Bunbury, Tây Úc | Dữ liệu khí hậu của Bunbury, Tây Úc | Dữ liệu khí hậu của Bunbury, Tây Úc |
| Tháng                                               | 1                                   | 2                                   | 3                                   | 4                                   | 5                                   | 6                                   | 7                                   | 8                                   | 9                                   | 10                                  | 11                                  | 12                                  | Năm                                 |
| --------------------------------------------------- | ----------------------------------- | ----------------------------------- | ----------------------------------- | ----------------------------------- | ----------------------------------- | ----------------------------------- | ----------------------------------- | ----------------------------------- | ----------------------------------- | ----------------------------------- | ----------------------------------- | ----------------------------------- | ----------------------------------- |
| Cao kỉ lục °C (°F)                                  | 40.8 (105.4)                        | 40.0 (104.0)                        | 39.5 (103.1)                        | 33.4 (92.1)                         | 29.2 (84.6)                         | 23.8 (74.8)                         | 22.4 (72.3)                         | 24.0 (75.2)                         | 30.4 (86.7)                         | 32.9 (91.2)                         | 36.0 (96.8)                         | 39.2 (102.6)                        | 40.8 (105.4)                        |
| Trung bình ngày tối đa °C (°F)                      | 29.8 (85.6)                         | 30.1 (86.2)                         | 27.7 (81.9)                         | 24.2 (75.6)                         | 21.0 (69.8)                         | 18.5 (65.3)                         | 17.2 (63.0)                         | 17.6 (63.7)                         | 18.5 (65.3)                         | 21.1 (70.0)                         | 24.4 (75.9)                         | 27.3 (81.1)                         | 23.1 (73.6)                         |
| Tối thiểu trung bình ngày °C (°F)                   | 15.5 (59.9)                         | 15.9 (60.6)                         | 14.2 (57.6)                         | 11.8 (53.2)                         | 9.3 (48.7)                          | 8.0 (46.4)                          | 7.0 (44.6)                          | 7.6 (45.7)                          | 8.5 (47.3)                          | 9.5 (49.1)                          | 12.1 (53.8)                         | 13.5 (56.3)                         | 11.1 (52.0)                         |
| Thấp kỉ lục °C (°F)                                 | 6.0 (42.8)                          | 6.0 (42.8)                          | 2.2 (36.0)                          | 2.4 (36.3)                          | −0.1 (31.8)                         | −3.0 (26.6)                         | −2.1 (28.2)                         | 0.0 (32.0)                          | −0.3 (31.5)                         | 0.2 (32.4)                          | 2.1 (35.8)                          | 3.2 (37.8)                          | −3.0 (26.6)                         |
| Lượng Giáng thủy trung bình mm (inches)             | 12.0 (0.47)                         | 7.6 (0.30)                          | 19.4 (0.76)                         | 37.4 (1.47)                         | 99.0 (3.90)                         | 132.2 (5.20)                        | 141.5 (5.57)                        | 118.4 (4.66)                        | 84.3 (3.32)                         | 32.1 (1.26)                         | 23.7 (0.93)                         | 18.2 (0.72)                         | 728.3 (28.67)                       |
| Số ngày giáng thủy trung bình                       | 2.4                                 | 2.3                                 | 3.9                                 | 8.7                                 | 13.3                                | 16.9                                | 19.1                                | 18.9                                | 17.1                                | 9.9                                 | 6.5                                 | 3.8                                 | 122.8                               |
| Độ ẩm tương đối trung bình buổi chiều (%) (at 1500) | 44                                  | 43                                  | 46                                  | 55                                  | 59                                  | 64                                  | 65                                  | 66                                  | 64                                  | 58                                  | 52                                  | 48                                  | 55                                  |
| Điểm sương trung bình °C (°F)                       | 13 (55)                             | 13 (55)                             | 12 (54)                             | 12 (54)                             | 10 (50)                             | 9 (48)                              | 8 (46)                              | 9 (48)                              | 9 (48)                              | 10 (50)                             | 11 (52)                             | 12 (54)                             | 11 (51)                             |
| Nguồn 1: Cục Khí tượng Úc                           |                                     |                                     |                                     |                                     |                                     |                                     |                                     |                                     |                                     |                                     |                                     |                                     |                                     |
| Nguồn 2: Time and Date                              |                                     |                                     |                                     |                                     |                                     |                                     |                                     |                                     |                                     |                                     |                                     |                                     |                                     |